# アレクサンドロス・ツォルヴァス
アレクサンドロス・ツォルヴァス（ギリシア語: Αλέξανδρος Τζόρβας, ラテン文字表記: Alexandros Tzorvas, 1982年8月12日 - ）は、ギリシャ・アテネ出身の元同国代表サッカー選手。現役時代のポジションはゴールキーパー。

## 経歴

### クラブ
2001年、ギリシャの名門であるパナシナイコスFCに入団。しかしながら出場機会に恵まれず、入団から間もなく下部リーグのクラブへと期限付き移籍を強いられる。
レンタルを繰り返して2005年にパナシナイコスに復帰するも、やはり出場機会を与えられず2007年にOFIクレタへと完全移籍、ここで正GKの座を確立する。すると、シーズン終了後に正GKの抜けたパナシナイコスから復帰要請を受ける。これを受け古巣に戻ると、レギュラーとしてチームを支える存在となった。
2011年8月26日、イタリアのUSチッタ・ディ・パレルモに移籍。2年契約を結んだ。しかし、パレルモでは序盤こそレギュラーだったものの年明け以降はエミリアーノ・ヴィヴィアーノ
に定位置を明け渡してしまった。
2012年8月22日、スティーヴ・フォン・ベルゲンとのトレードでジェノアCFCへ移籍。
2014年8月31日、新たに開幕するISLに参戦予定のノースイースト・ユナイテッドFCへ加入することで合意した。

### 代表
ギリシャ代表としては、U-21代表を経て2008年にA代表へ初招集。絶対的守護神であったアントニス・ニコポリディスの後継者として期待された。2010 FIFAワールドカップにはレギュラーとして全3試合に出場。ナイジェリア戦ではギリシャのW杯初勝利も記録した。しかし、1勝2敗でグループリーグ敗退に終わった。
W杯後はコンスタンティノス・ハルキアス、ミハリス・シファキス、オレスティス・カルネジス等との激しいポジション争いを演じた。

## 個人成績
| シーズン | クラブ         | リーグ                   | リーグ | リーグ |
| シーズン | クラブ         | リーグ                   | 出場   | 得点   |
| -------- | -------------- | ------------------------ | ------ | ------ |
| 2001-02  | アギオス       | ベータ・エスニキ         | 10     | 0      |
| 2002-03  | アギオス       | ガンマ・エスニキ         | 15     | 0      |
| 2003-04  | マルコ         | ガンマ・エスニキ         | 11     | 0      |
| 2003-04  | パナシナイコス | アルファ・エスニキ       | 0      | 0      |
| 2004-05  | パナシナイコス | アルファ・エスニキ       | 0      | 0      |
| 2005-06  | トラシヴロス   | ベータ・エスニキ         | 6      | 0      |
| 2006-07  | パナシナイコス | アルファ・エスニキ       | 0      | 0      |
| 2006-07  | パナシナイコス | ギリシャ・スーパーリーグ | 1      | 0      |
| 2007-08  | OFI            | ギリシャ・スーパーリーグ | 24     | 0      |
| 2008-09  | パナシナイコス | ギリシャ・スーパーリーグ | 4      | 0      |
| 2009-10  | パナシナイコス | ギリシャ・スーパーリーグ | 26     | 0      |
| 2010-11  | パナシナイコス | ギリシャ・スーパーリーグ | 29     | 0      |
| 2011-12  | パナシナイコス | ギリシャ・スーパーリーグ | 0      | 0      |
| 2011-12  | パレルモ       | セリエA                  | 11     | 0      |
| 2012-13  | パレルモ       | セリエA                  | 0      | 0      |
| 2012-13  | ジェノア       | セリエA                  | 1      | 0      |
| 通算     | 通算           | 通算                     | 138    | 0      |

## 代表歴

### 出場大会
- ギリシャ代表
  - 2010 FIFAワールドカップ

### 試合数
- 国際Aマッチ 16試合 0得点（2008年-2011年）[3]

| ギリシャ代表 | 国際Aマッチ | 国際Aマッチ |
| 年           | 出場        | 得点        |
| ------------ | ----------- | ----------- |
| 2008         | 1           | 0           |
| 2009         | 4           | 0           |
| 2010         | 7           | 0           |
| 2011         | 4           | 0           |
| 通算         | 16          | 0           |

## タイトル
パナシナイコス
- ギリシャ・スーパーリーグ : 2009-10
- キペロ・エラーダス : 2010